# Skibbereen
Skibbereen (irisch An Sciobairín, dt.: „kleiner Bootshafen“) ist ein Ort im County Cork in Irland mit 3059 Einwohnern (Stand 2022) und wird die Hauptstadt von West-Cork genannt. Der Fluss Ilen, dessen Verlauf durch die Stadt führt, mündet in der Stadt Baltimore ins Meer.

## Geschichte
Vor 1600 gehörte der größte Teil vom Grund und Boden dem McCarthy-Clan. Bis heute ist McCarthy der häufigste Name in der Stadt. Die große Hungersnot zwischen 1845 und 1849 kostete rund 8000 bis 10.000 Menschen das Leben. Die Opfer wurden in Familiengräbern auf dem Abbeystrowry-Friedhof beigesetzt. „Rache für Skibbereen“ lautete ein Schlachtruf der irischen Unabhängigkeitsbewegung im weiteren Verlauf des 19. Jahrhunderts.
Im Jahre 1860 kamen die Barmherzigen Schwestern nach Skibbereen, um arme Kinder und Kranke zu unterstützen. Den Konvent der Schwestern erbauten die Architekten George Coppinger Ashlin und Edward Welby Pugin.
Der Freiheitskämpfer Michael Collins nahm im Eldon-Hotel in Skibbereen seine letzte Mahlzeit ein, bevor er am selben Abend durch ein Attentat ums Leben kam.
1857 wurde die Zeitung Skibbereen Eagle gegründet, die später von der 1889 gegründeten Southern Star übernommen wurde.

## Kultur und Freizeit

### Arts Festival
Das Skibbereen Arts Festival findet jedes Jahr Ende Juli statt. Es bietet eine Mischung aus nationalen und internationalen Filmen, Theater, bildender Kunst und Musik.

### Landwirtschaftliches Festival
Die Carbery Show findet jedes Jahr am dritten Donnerstag im Juli statt. Sie umfasst landwirtschaftliche, gartenbauliche, tierische, handwerkliche und andere Wettbewerbe sowie eine Heimtierausstellung und eine Handelsausstellung. Die erste Carbery Show fand 1836 statt.

### Musik
Jedes Jahr finden in mehreren Bars und an anderen Orten der Stadt Musikveranstaltungen statt. Das Festival 2011 fand im Liss Ard Estate statt und zeigte Patti Smith, Echo & the Bunnymen, die Balkan Beat Box, Fred und andere in einer zweitägigen Besetzung.

### Strände
Etwas außerhalb von Skibbereen befindet sich der Strand von Tragumna.

## Sehenswürdigkeiten
- Fünf Kilometer südöstlich die Steinreihe von Gurranes

unweit davon liegt
- Knockdrum Fort mit einem Souterrain und einem Steinpfeiler (Pillar stone) mit einem eingeritzten Kreuz.

## Söhne und Töchter
- Jim O’Keeffe (* 1941), Politiker
- Gary O’Donovan (* 1992), Ruderer
- Paul O’Donovan (* 1994), Ruderer
- Emily Hegarty (* 1998), Ruderin